# Budníček zelený
Budníček zelený (Phylloscopus trochiloides) je malým druhem pěvce z čeledi budníčkovitých (Phylloscopidae).

## Taxonomie
Obvykle bývají rozlišovány 4 poddruhy, z nichž do Evropy zasahuje pouze 1: budníček zelený ruský (Phylloscopus trochiloides viridanus).

## Popis
Velikosti budníčka menšího (délka těla 9,5–10,5 cm). Od ostatních druhů evropských budníčků se liší žlutavou křídelní páskou a žlutým nadočním proužkem; svrchu je zelenavě šedý, zespodu téměř bílý.

## Rozšíření
Hnízdí na Sibiři, odkud zasahuje do severovýchodní Evropy, zimuje v Indii. V Evropě se poprvé objevil teprve na počátku 20. století (roku 1905 na baltském pobřeží, kde již následující rok zahnízdil) a v jeho průběhu se šířil dál jihozápadním směrem.

## Výskyt v Česku

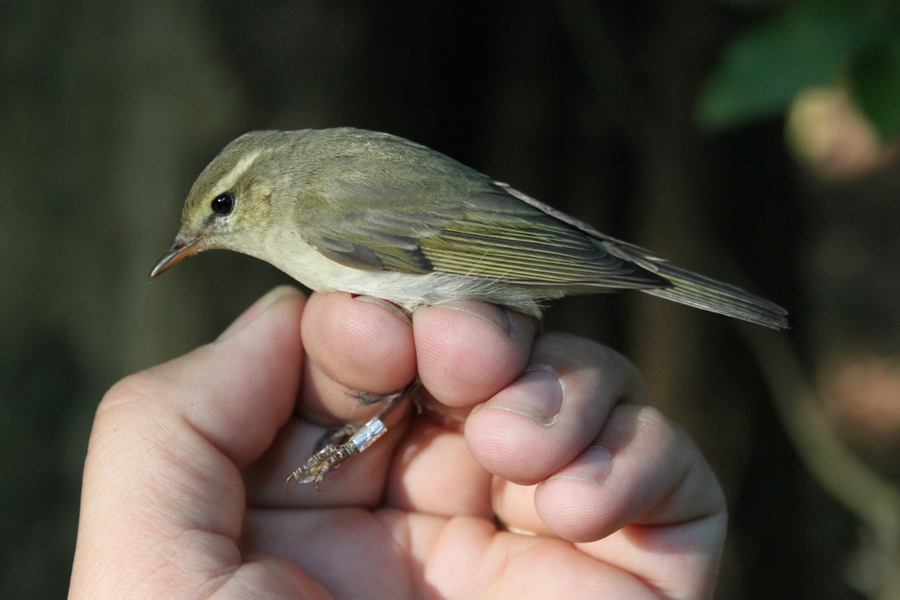
Budníček zelený, kroužkovaný v Jeseníkách 10.6.2014

V České republice, která leží na jihozápadním okraji areálu rozšíření, byl poprvé zaznamenán v roce 1963 na Českomoravské vrchovině, pravidelně se pak na našem území objevuje od roku 1978. Hnízdění bylo poprvé prokázáno v roce 1992 (první hnízdo bylo objeveno v roce 1998), od té doby hnízdí pravidelně 1–13 párů v Krkonoších, které v posledních letech patří zároveň k největším hnízdištím druhu ve vnitrozemí střední Evropy. Pozorování naznačují možné hnízdění i v dalších pohraničních horách, především Beskydech.

## Prostředí
V Evropě k hnízdění vyhledává listnaté nebo smíšené lesy, vzrostlé háje a parky, ale i menší husté remízky a smrkové porosty s příměsí listnatých stromů. V ČR hlavně druhotné smrčiny ve stáří do 60 let, s nevýrazně vyvinutým keřovým a bylinným patrem, na březích vodních toků a v nadmořské výšce 860–1100 m.

## Hnízdění
Hnízdí jednotlivě, monogamně. Hnízdo staví samotná samice z čerstvého mechu dobře skryté na zemi v prohlubni nebo polodutině. Hnízdí 1× ročně od konce května do poloviny července. Úplná snůška čítá 4–6 (3–7) čistě bílých vajec o rozměrech 15,3 × 11,9 mm, na kterých sedí po dobu 12–13 dnů jen samice krmená samcem. Mláďata jsou krmena oběma rodiči a hnízdo opouštějí po 12–14 dnech.

## Potrava
V potravě převažuje drobný hmyz, zvláště motýli, stejnokřídlí a dvoukřídlí, méně jsou zastoupeni také pavouci a plži.